# Хопкирк, Питер
Питер Стюарт Хопкирк (англ. Peter Stuart Hopkirk, 15 декабря 1930, Ноттингем — 22 августа 2014, Лондон) — британский журналист и историк, автор шести книг о Британской империи, России и Центральной Азии.

## Биография
Родился в Ноттингеме. Родители — англиканский священник Фрэнк Стюарт (англ. Frank Stuart) и Мэри Хопкирк, в девичестве Перкинс (англ. Mary Hopkirk, née Perkins. Родители родом из Роксбергшира (англ. Roxburghshire) на границе с Шотландией. Вырос в деревне Дэнбери, окончил оксфордскую школу Dragon School. С детства увлекался романами о шпионах, прочитал «Зелёную мантию» Джона Бакена и «Ким» Редьярда Киплинга. В школе играл в регби, занимался также стрельбой в Бисли. С января 1950 года проходил срочную службу в королевском Гэмпширском полку. Он служил субалтерн-офицером в одном батальоне полка Королевских африканских стрелках вместе с ефрейтором Иди Амином.
До начала писательской карьеры Хопкирк работал на ITN репортёром и ведущим новостей в течение двух лет, был корреспондентом газеты The Sunday Express лорда Бивербрука в Нью-Йорке, на протяжении почти 20 лет сотрудничал с The Times (пять лет как главный репортёр, позже как корреспондент на Ближнем и Дальнем Востоке). В 1950-е годы — редактор западноафриканского журнала Drum (локальная версия южноафриканского одноимённого журнала). Он посетил с визитами СССР (в том числе Центральную Азию и Кавказ), Китай, Индию, Пакистан, Иран и восточную часть Турции. Побывал в Алжире во время революционного кризиса и разгара борьбы Алжира за независимость от Франции. Под влиянием книги Фицроя Маклина «Восточные подходы» задумывался о поездке на Дальний Восток. Во время операции в заливе Свиней находился в Нью-Йорке и освещал соответствующие события.
За свою карьеру Хопкирк дважды арестовывался и отбывал наказания в тюрьмах. В первом случае его бросили в тюрьму на Кубе, обвинив в шпионаже в пользу США, и только благодаря связям из Мексики он вышел на свободу. Во втором случае его взяли в заложники арабы в Бейруте, а боевики ООП завели его на угнанный самолёт и взяли курс на Амстердам: это произошло во время нефтяного кризиса 1974 года. Хопкирк пошёл на шантаж и всё же добился освобождения.
Работы Хопкирка переведены официально на 14 языков (ещё ряд версий на местных языках публиковались в Средней Азии). В 1999 году награждён Памятной медалью сэра Перси Сайкса по распоряжению Королевского общества по азиатским вопросам за свои письменные работы и путешествия. Большая часть его исследований хранится в архивах по делам Индии в Британской библиотеке.
Супруга — Кейтлин Патрирдж, автор книги «Спутник путешественника по Центральной Азии» (англ. A Traveller's Companion to Central Asia).
Скончался 22 августа 2014 года.

## Награды
- Памятная медаль сэра Перси Сайкса (1999)

## Работы
- Foreign Devils on the Silk Road: The Search for the Lost Cities and Treasures of Chinese Central Asia, 1980
- Trespassers on the Roof of the World: The Race for Lhasa, 1982
- Setting the East Ablaze: Lenin's Dream of an Empire in Asia, 1984
- The Great Game: On Secret Service in High Asia, John Murray, 1990, ISBN 071954727X
  - The Great Game: The Struggle for Empire in Central Asia, Kodansha International, 1992, ISBN 1568360223
- On Secret Service East of Constantinople: The Great Game and the Great War, 1994 ISBN 0719550173
  - Like Hidden Fire: The Plot to Bring Down the British Empire, 1995
- Quest for Kim: in Search of Kipling's Great Game, 1996